# Vila Santana (bairro de Santana)
Vila Santana é um bairro nobre do distrito de Santana, administrado pela Subprefeitura de Santana-Tucuruvi, zona norte da cidade de São Paulo. Localiza-se em uma região conhecida como "Alto de Santana", de predomínio residencial e de classe média-alta.
Limita-se com os bairros de: Santana, Santa Teresinha, Água Fria e Mandaqui.

## História
Igualmente aos bairros de Santana, Santa Terezinha e Carandiru, os territórios de Vila Santana fizeram parte da histórica Fazenda de Sant' Ana. O processo de urbanização na região foi gradual, com a construção de ruas e infraestrutura ao longo do tempo. 

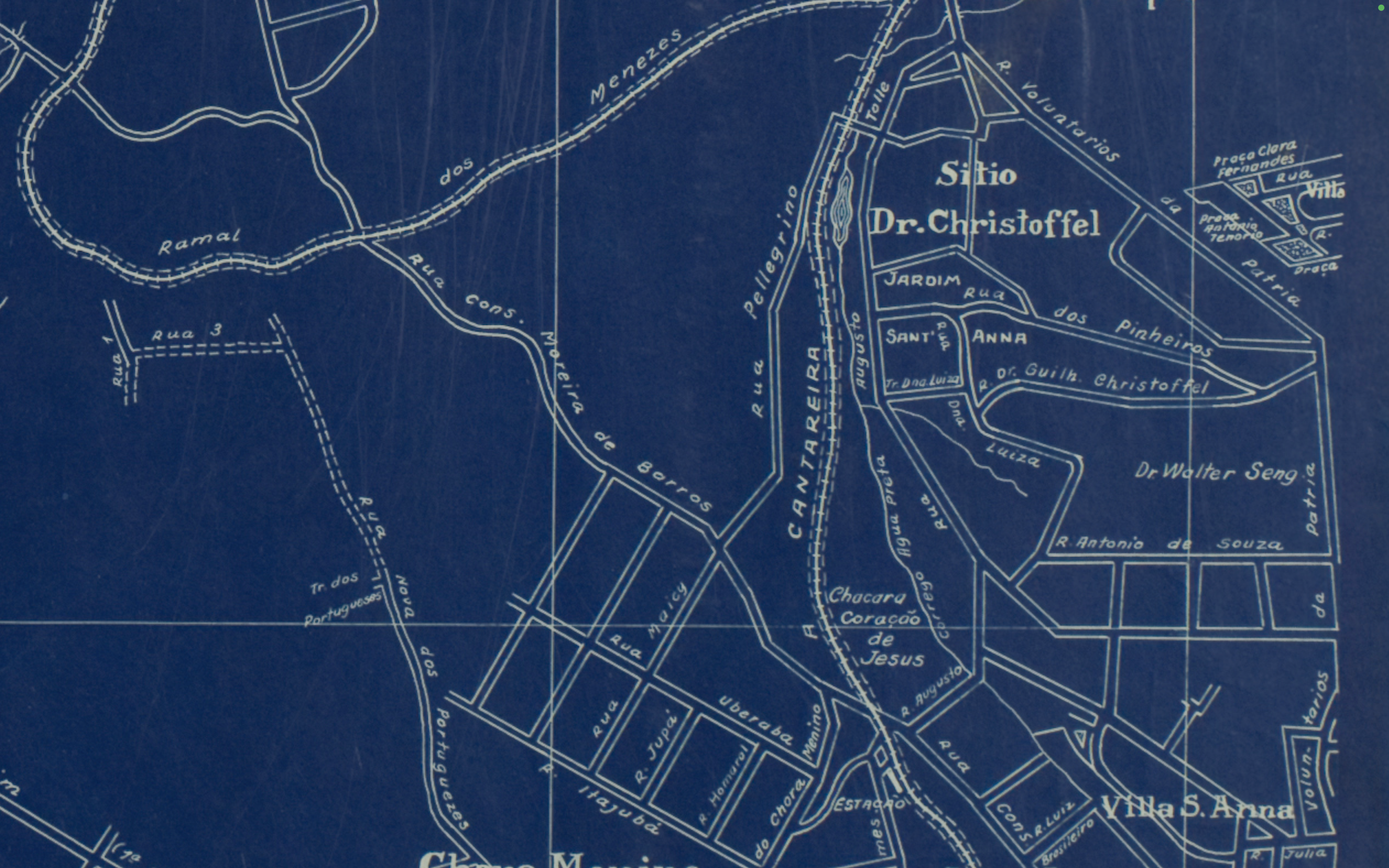
Primeiras vias do bairro, destaque para o Sítio do Dr. Cristófel, no atual espaço do Hospital do Mandaqui e da Rua Doutor Guilherme Cristoffel (1930).

O Dr. Guilherme Cristoffel foi uma figura importante na história do Alto de Santana, era proprietário de lotes onde a rua com o seu nome foi aberta, a propriedade rural era chamada de Sítio do Dr. Cristofell, marco na urbanização local. Sua propriedade ajudou a moldar o desenvolvimento do bairro, e a rua que leva seu nome é um testemunho de sua influência na área. O sítio do Dr. Cristoffel simboliza a transição de uma área rural para um espaço urbano, refletindo as mudanças sociais e econômicas que ocorreram ao longo do tempo. A área abrangida do sítio é onde atualmente se situam as ruas Dr. Guilherme Cristoffel e nas ruas César Zama, Dr. Luís Lustosa da Silva, Dona Luísa Tolle, Augusto Tolle e Voluntários da Pátria, e onde o Hospital do Mandaqui está situado.
O bairro de Vila Santana, em particular, se desenvolveu como um espaço residencial de classe média-alta, atraindo novos moradores ao longo dos anos. Mantendo características de um bairro residencial, com casas e pequenas edificações. A região é conhecida por suas ruas tranquilas e arborizadas.

## Atualidade
É um bairro possui duas regiões bastantes diferentes. Ao redor da Rua Padre Donizetti Tavares de Lima é uma regiao que lembra um bairro-jardim, arborizado, de casário baixo com sobrados, praças, com grande área construída mesclando com casas geminadas lembrando as vilas operárias do início do seculo XX. 
A partir da R. Dr. Guilherme Cristoffel e nas ruas César Zama, Dr. Luís Lustosa da Silva, Dona Luísa Tolle, Augusto Tolle e Voluntários da Pátria a região é bastante verticalizada com edifícios de alto padrão (classe média-alta). 
Abriga centros de saúde/educação e hospitais renomados, como Hospital São Camilo Santana, Pronto Atendimento Sancta Maggiore Santana, CAPS Adulto III Mandaqui, IML Norte, ETEC Mandaqui, colégios particulares  e o Conjunto Hospitalar do Mandaqui. 
A infraestrutura da Vila Santana é bem servida, com fácil acesso a diversos serviços e comércios. Próximo ao bairro, encontram-se escolas, hospitais, supermercados e uma variedade de lojas e restaurantes. A proximidade com a Estação Santana do Metrô (Linha 1 – Azul) facilita o deslocamento para outras partes da cidade, tornando a localização bastante conveniente para os moradores.